# Macrodasys dolichocytalis
Macrodasys dolichocytalis is een buikharige uit de familie Macrodasyidae. Het dier komt uit het geslacht Macrodasys. Macrodasys dolichocytalis werd in 1994 voor het eerst wetenschappelijk beschreven door Evans. 